# Redlichiina
Los redlíquinos o redliquíinos (Redlichiina) son un suborden de trilobites redlíquidos. Contiene tres superfamilias: Emuelloidea, Paradoxidoidea y Redlichioidea, esta última con mayor número de familias. Estos trilobites son uno de los más antiguos que se conocen, siendo sólo superados por los redlíquidos del suborden Olenellina. Aparecieron a principios del Cámbrico Inferior y se extinguieron a finales del Cámbrico Medio, posiblemente a causa de la evolución del orden Ptychopariida.

## Morfología
El céfalon posee suturas faciales de tipo opistoparia (es decir, la línea de sutura facial en su parte posterior pasa por la parte anterior al ángulo genal). Las formas más primitivas tienden a tener una glebela puntiaguda y en forma cónica, que posee surcos que se extienden hacia atrás, mientras que las formas más evolucionadas tienen la glabela expandida hacia adelante hasta llegar al lóbulo frontal. El hipostoma puede ser conterminante (el caso particular más claro es el del género Redlichia) o flotante (como ocurre con el género Dolerolenus). La placa rostral es más estrecha que en el suborden Olenellina, ya que se encuentra limitada por suturas conectivas y rostrales.
El tórax suele tener gran cantidad de segmentos (más de sesenta incluso en el caso de los emuélidos). Por lo general, el axis no suele ser espinado.
El pigidio generalmente es pequeño, pero en algunos casos puede ser grande y presentar bastantes segmentos.